# أوسكار كاستبيرج
أوسكار كاستبيرج (بالبوكمول: Oscar Ambrosius Castberg) هو نحات ورسام نرويجي، ولد في 30 سبتمبر 1846، وتوفي في 18 يونيو 1917 في أوسلو في النرويج.